# Éthiopiens (mythologie grecque)
Cet article concerne spécifiquement les conceptions mythologiques sur les Éthiopiens. Pour le peuple historique des Éthiopiens, voir Éthiopie.

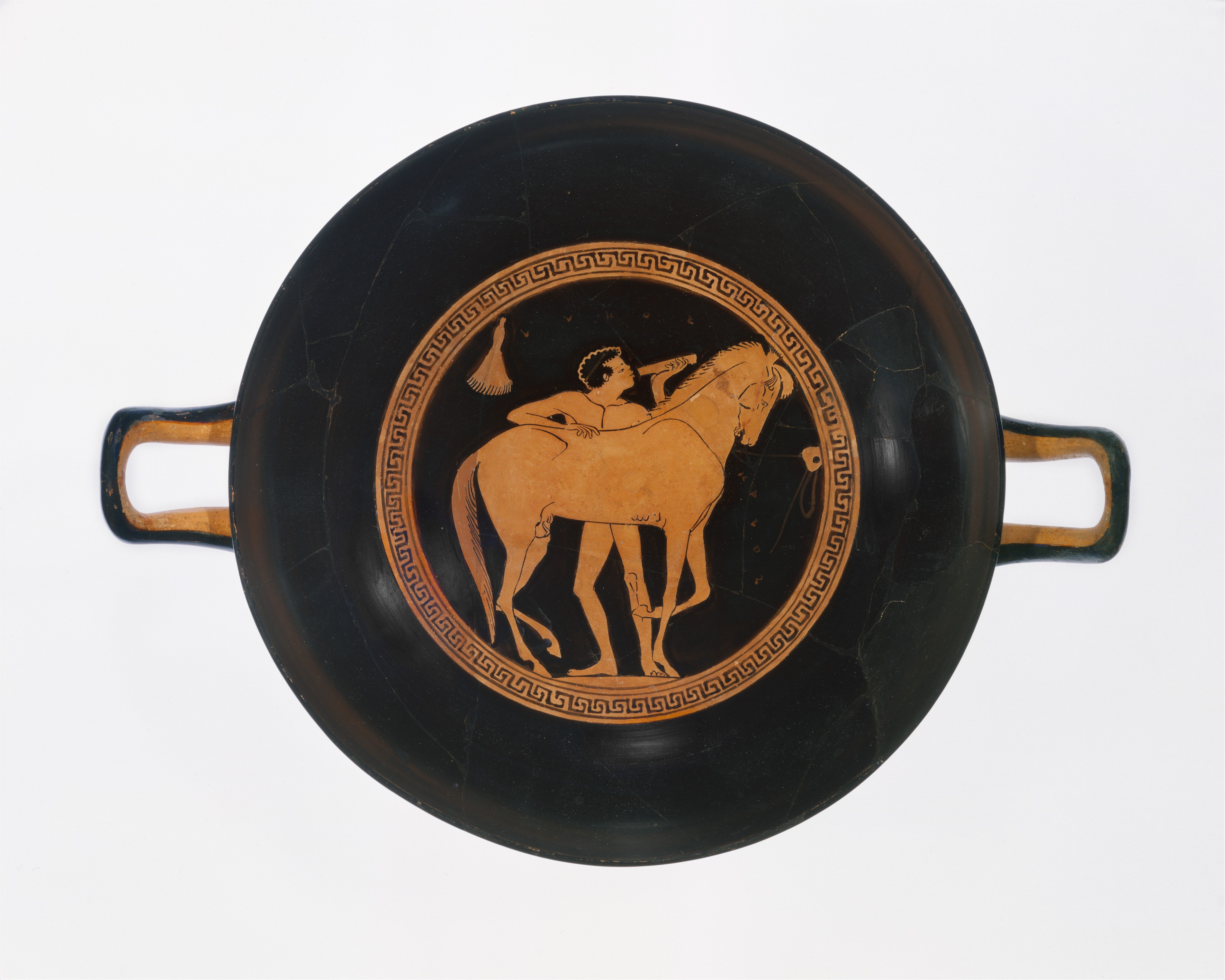
Kylix représentant un palefrenier éthiopien, vers -490, conservé au Metropolitan Museum of Art.

Dans la Grèce antique, les Éthiopiens (en grec ancien Αἰθιοπία / Aithiopía, « visage brûlé », de αἴθω / aíthô, « brûler », et ὤψ / ốps, « visage ») sont les peuples du continent africain, au sud de l'Égypte (la région du Soudan et de l'Afrique subsaharienne), ayant une couleur de peau noire.
Dans la mythologie grecque, ce terme trouve une origine dans la légende de Phaéton, né de l'union d'Hélios et de Clymène, épouse de Mérops, roi des Éthiopiens. Dans sa folle course à travers le ciel sur le char de son père, il s'approcha trop près du sol de la Terre. Les populations qui vivaient dans ces régions près du royaume d'Océan (Ὠκεανός / Ôkeanós), furent alors brûlées et marquées, ainsi que leur descendance, ce qui expliquait leur teint foncé, et la Libye transformée en désert.

## Les Éthiopiens dans la mythologie grecque
Les Éthiopiens apparaissent dès les plus anciens textes mythologiques grecs. Chez Homère, ils figurent en effet aussi bien dans l’Iliade que dans l’Odyssée. Ils apparaissent alors comme un peuple éloigné, aux limites du monde, près de l'Océan, qui sacrifient aux immortels des hécatombes de taureaux et de béliers. Ils sont présentés comme un peuple sans reproche chez qui les dieux — Zeus et les autres dieux dans l’Iliade, Poséidon dans l’Odyssée — vont banqueter, se trouvant alors momentanément coupés des autres mortels. Au cours d'un long voyage où il accumula des richesses, Ménélas fut d'abord jeté d'abord sur les côtes de Chypre, de la Phénicie et de l'Égypte. Aussi, il vit les Éthiopiens, les Sidoniens, les Érembes et la Libye. Situés au sud ils sont divisés entre Éthiopiens orientaux et Éthiopiens occidentaux. On s'accorde généralement à ne pas voir dans ces Éthiopiens de la mythologie, tant chez Homère que chez les auteurs antiques postérieurs, des habitants des régions formant l'Éthiopie moderne,. On pense qu'ils jouaient un rôle important dans le cycle troyen notamment à travers l'action de Memnon dans l'épopée perdue de l’Éthiopide.
L'étymologie généralement retenue du nom éthiopien, visage brûlé, fait voir en eux des populations à la peau foncée. Pour sa part le linguiste Jean Haudry a proposé de repousser cette étymologie unanimement admise pour voir à l'origine dans les Éthiopiens des « visages-brillants » qu'il conçoit comme issus de très anciens mythes indo-européens. La même thèse est soutenue, en toute indépendance, par le linguiste néerlandais Robert Beekes (en). Il dissout le problème entre « brûlé » et « brillant » en observant que le champ sémantique du verbe αἴθω / aïthō (« brûler ») n'est jamais qu'actif, c'est-à-dire, dans ce cas, « brûlant », comme en témoigne aussi l'adjectif apparenté αἶθοψ / aîthops (« brillant » dit des métaux, « pétillant » dit du vin, « ardent » dit de la fumée),. Indépendamment du sens homérique, les auteurs grecs archaïques tardifs et classiques emploient le mot dans le sens africain, à commencer par le pseudo-Hésiode et Hérodote, c'est-à-dire en le reliant aux habitants des régions situées au sud de la Méditerranée (Libye, Sud de l'Égypte) ou, un peu moins couramment, des orientaux à la peau foncée. Jonathan S. Burgess fait observer que l'idée d'un lien précoce entre les Éthiopiens mythologiques et l'Afrique est possible et acceptée par de nombreux chercheurs, il souligne que le monde mycénien avait des contacts certains avec l'Égypte et que des contacts au moins indirects sont aussi attestés pour l'époque dite des Âges sombres qui a pu voir l'élaboration du récit homérique.
Parmi les Éthiopiens dans la mythologie grecque, on peut compter entre autres 
- Aithops, l'un des plus valeureux guerriers éthiopiens, dans l'iliade ;
- Céphée et Cassiopée, roi et reine d'Éthiopie, et leur fille Andromède ;
- Delphos, fondateur de Delphes[11] ;
- Émathion, frère aîné de Memnon, et roi éthiopien. Tué par Héraclès ;
- Memnon, prince éthiopien combattant dans la guerre de Troie.

## Les Éthiopiens chez les savants grecs et romains
Avec le développement d'un mode d'enquête renouvelé sur le monde qui les entourait, à l'origine de nos sciences modernes, les Grecs ont tenté de décrire le monde qui les entourait d'une manière plus fiable que le mythe. Les premiers géographes et historiens grecs ont alors cherché à replacer dans le monde connu les Éthiopiens mentionnés dans les mythes, recherche liée à celle des sources du Nil.

### Hécatée de Milet
Hécatée de Milet (550 av. J.-C. - 475 av. J.-C.), historien et géographe grec, semble avoir été le premier à les situer clairement au sud de l'Égypte.

### Hérodote

Carte du monde connu décrit par Hérodote dans les Histoires. Les Éthiopiens et les Macrobiens sont localisés au sud de l'Égypte.

Hérodote, historien et géographe grec, dans ses Histoires (écrites vers les années 440 av. J.-C.), distingue des Éthiopiens d'Afrique et d'Asie. Il décrit l'Éthiopie d'Afrique comme s'étendant à l'ouest de l'Arabie, en tirant vers le sud : c'est le dernier des pays habités. Elle produit beaucoup d'or, des éléphants monstrueux, toutes sortes d'arbres sauvages et de l'ébène. Les hommes y sont grands, beaux, bien faits et vivent très longtemps. Rapportant les propos d'un hiérogrammatéus (interprète des hiéroglyphes d'Athéna) de Saïs en Égypte, il explique qu'entre Syène et l'île Éléphantine se trouvent deux montagnes, Crophi et Mophi, où sont situées les sources du Nil ; la moitié de leurs eaux coule en Égypte, vers le nord et l'autre moitié en Éthiopie, vers le sud. L'historien ajoute que la frontière entre les deux pays se trouve sur l'île Tachompso (el), au-dessus d'Éléphantine. À une certaine distance au sud de cette dernière se trouve leur capitale, Méroé. Aussi, il explique aussi que ce peuple adore uniquement Zeus et Dionysos et qu'il se fait circoncir. Il rapporte que es Grecs assurent que, aussitôt que Dionysos fut né, Zeus le cousit dans sa cuisse et le porta à Nyse, ville éthiopienne au-dessus de l'Égypte. Hérodote affirme que des prêtres lui lurent une liste de trois cent trente rois ayant gouverné l'Égypte après Ménès, dont dix-huit Éthiopiens. L'un d'eux, Sabacos, roi d'Éthiopie, fondit sur l'Égypte avec son armée pour renverser le pharaon Anysis et prendre sa place.
Hérodote mentionne parmi les Éthiopiens du sud de la Libye les « Éthiopiens Longue-Vie » ou Macrobies, contre qui Cambyse, roi de Perse et pharaon d'Égypte, fit la guerre. Ils conservent des caractéristiques merveilleuses (ils ont une longévité extraordinaire, rapportée à une source qui est une sorte de fontaine de jouvence). Bien que ce pharaon ne put pas les soumettre, il vainquit d'autres Éthiopiens : ceux qui sont voisins d'Égypte et ceux qui habitent Nyse. Ces derniers et leurs voisins observent vis-à-vis des morts, les mêmes coutumes que les Indiens-Calaties et leurs maisons sont sous terre. Ils versaient comme tribut à Cambyse tous les trois ans deux chénices d’or fin, deux cents troncs d’ébène et vingt défenses d’éléphant, ainsi que cinq jeunes Éthiopiens. Hérodote mentionne que les Ammoniens sont une colonie d'Égyptiens et d'Éthiopiens, dont la langue tient le milieu entre celle de ces deux peuples. Il suppose qu'ils s'appellent Ammoniens parce que les Égyptiens donnent le nom d'Amon à Zeus. Enfin, il dit que Méroé est équidistante d'Éphantine et du pays des Automoles, qui s'appellent Asmach. Ce nom, traduit en grec, signifie « ceux qui se tiennent à la gauche du roi ». Ils descendent de deux cent quarante mille soldats Égyptiens. Sous le règne de Psammitichus, ces derniers furent mis en garnison à Éléphantine pour défendre le pays contre les Éthiopiens. Étant restés trois ans dans leurs garnisons sans être relevés, ils résolurent, d'un commun accord, d'abandonner leur souverain et de passer chez les Éthiopiens. L'apprenant, ce prince les poursuivit et tenta de les convaincre de revenir. Là-dessus, l'un d'entre eux, lui montrant le signe de sa virilité, lui dit « Partout où nous le porterons, nous y trouverons des femmes, et nous y aurons des enfants ». Les Automoles, arrivés en Éthiopie, se livrèrent au roi. Ce prince les en récompensa en leur accordant le pays d'Éthiopiens qui étaient ses ennemis et qu'il leur ordonna de chasser. Ces Égyptiens s'étant établis dans ce pays, les Éthiopiens se civilisèrent en adoptant les mœurs égyptiennes.

### Diodore de Sicile
Plus tard, Diodore de Sicile, historien grec, cherche à aborder une histoire universelle dans sa Bibliothèque historique (Ier siècle av. J.-C.) et récapitule dans ses premiers livres les diverses données de la mythologie en les historicisant. Il situe les Éthiopiens en Nubie, à l'emplacement de l'actuel Soudan.
Il mentionne l'Éthiopie et ses habitants dans plusieurs passages du livre II. Abordant la mythologie, il dit que le géant Antée reçut le gouvernement des contrées de l'Éthiopie et de la Libye. Un jour, Osiris réunit une grande armée pour parcourir le monde et apprendre aux hommes la culture de la vigne, du froment et de l'orge ; partout on le recevait comme un dieu bienfaisant. Passant par ce pays, on lui amena des satyres couverts de poils jusqu'aux reins ; il fit rejoindre son expédition à ceux qui se distinguaient par le chant, la danse et le jeu. Sur place, il fonda des villes célèbres et il laissa des gouverneurs chargés d'administrer le pays et de percevoir le tribut. Parvenu aux confins de l'Éthiopie, il fit border le Nil de digues et installa un système d'écluses, afin que ses eaux inondassent raisonnablement le pays. Il y pousse l'arbre persique, dont les fruits sont remarquables par leur douceur, qui a été importé de l'Éthiopie par les Perses, à l'époque de Cambyse. Cette plante est soit un pêcher, d'après l'avis de Jean-Chrétien-Ferdinand Hœfer, soit le balanites œgyptiaca (le heglyg ou lébakh des Arabes), selon le botaniste Alire Raffeneau-Delile. Décrivant le Nil, Diodore dit :

« Le Nil circonscrit plusieurs îles, surtout du côté de l'Éthiopie. Parmi ces îles il y en a une surtout remarquable par sa grandeur ; elle s'appelle Meroë et renferme une ville du même nom, fondée par Cambyse, qui lui donna le nom de sa mère. On dit que cette île a la forme d'un bouclier, et qu'elle surpasse en étendue toutes les autres îles de cette contrée, qu'elle compte trois mille stades de longueur sur mille de largeur, et qu'elle a de nombreuses villes, dont la plus célèbre est Méroë. La partie qui regarde la Libye a pour rivages un énorme banc de sable ; tandis que, du côté de l'Arabie, l'île est bordée par des rochers escarpés. On y trouve des minerais d'or, d'argent, de fer et de cuivre ; il y a aussi en abondance du bois d'ébène et des pierres précieuses de toute espèce. Il est cependant difficile de croire que ce fleuve forme des îles aussi nombreuses qu'on l'entend dire. Car, indépendamment des lieux qui sont environnés d'eau dans le Delta, on compte plus de sept cents îles. Dans quelques-unes de ces îles, qui sont desséchées par les Éthiopiens, on cultive du millet ; les autres sont rendues inaccessibles aux hommes par la quantité de serpents, de cynocéphales, et d'autres animaux sauvages qui s'y trouvent. »

— Diodore de Sicile, Bibliothèque historique, II, 33 [lire en ligne]

« Depuis les temps anciens jusqu'à Ptolémée, surnommé Philadelphe, aucun Grec n'avait pénétré dans l'Éthiopie, et ne s'était même pas avancé jusqu'aux frontières de l'Égypte. Tous ces lieux étaient trop inhospitaliers et dangereux à parcourir. On en a une plus exacte connaissance depuis l'expédition que ce roi avait faite en Éthiopie, à la tête d'une armée grecque. C'est là ce qui explique l'ignorance des premiers historiens. Jusqu'à ce jour aucun d'eux n'a dit avoir vu ou appris sûrement les sources du Nil et l'endroit où il prend sa naissance. Aussi cette question est-elle tombée dans le domaine des hypothèses et des conjectures. Les prêtres égyptiens prétendent que le Nil prend son origine à l'Océan, qui entoure la terre. Leur prétention est irrationnelle : c'est résoudre un problème par un autre, c'est affirmer une chose par une assertion qui, elle-même, a besoin d'être démontrée. Les Troglodytes, nommés Molgiens, qui ont changé de demeure pour se soustraire à un soleil ardent, racontent à ce sujet quelques faits d'où l'on pourrait conclure que le Nil a plusieurs sources qui viennent se réunir ensemble : ce qui expliquerait même sa grande fécondité, qui le distingue des autres fleuves. Les habitants de l'île Méroë (qui méritent peut-être le plus de foi), ennemis de vaines conjectures, et se trouvant le plus rapprochés des lieux en question, sont si éloignés d'affirmer à cet égard rien de positif qu'ils appellent le Nil Astapus, nom qui signifie en grec eau dérivant des ténèbres. C'est ainsi qu'ils manifestent, par cette dénomination, leur aversion pour toute conjecture et l'ignorance dans laquelle ils sont à l'égard des sources du Nil. Cette opinion nous paraît aussi la plus vraie et éloignée de toute fiction. Je n'ignore pas cependant qu'Hérodote, lorsqu'il décrit les limites de la Libye à l'orient de ce fleuve et à l'occident, attribue aux Libyens Nasamons une connaissance exacte de ce sujet, et ajoute que le Nil prend son origine dans un certain lac, d'où il se répandrait dans une contrée inconnue de l'Éthiopie ; mais il est impossible d'ajouter foi ni au récit des Libyens (bien qu'ils l'aient donné comme une vérité), ni à l'historien qui s'efforce de le démontrer. »

— Diodore de Sicile, Bibliothèque historique, II, 37 [lire en ligne]

« Après avoir parlé des sources et du cours du Nil, nous allons essayer d'exposer les causes de sa crue. [...] Anaxagore, le physicien, a cru trouver celte cause dans la fonte de la neige en Éthiopie ; cette opinion a été adoptée par le poète Euripide, qui était le disciple d'Anaxagore. Car il dit : « Quittant les rives du Nil, dont le lit se remplit des belles eaux qui s'écoulent de la terre éthiopienne aux noirs habitants, lorsque les neiges fondent... » Cette opinion n'a pas non plus besoin d'une longue réfutation ; car il est évident pour tout le monde qu'à cause d'une excessive chaleur il ne peut pas tomber de neige en Éthiopie. Du reste, il n'y a dans ces régions ni gelée, ni froid, ni en général aucun indice d'hiver, surtout au moment de la crue du Nil. Et même en accordant qu'il y ait beaucoup de neige en Éthiopie, l'opinion émise n'en serait pas moins entachée d'erreur. Car, tout fleuve provenant de la fonte des neiges donne, sans aucun doute, des exhalaisons froides qui rendent l'air épais et brumeux. Or, le Nil est le seul fleuve autour duquel il ne s'élève ni brouillards ni vapeurs froides qui pourraient épaissir l'air. [...] Suivant Démocrite d'Abdère, il ne neige jamais (contrairement à ce qu'avancent Euripide et Anaxagore) dans le climat méridional, mais bien dans les régions voisines de l'Ourse ; et cela est évident pour tout le monde. Cette masse de neige qui tombe dans les contrées septentrionales reste sous formé compacte à l'époque du solstice d'hiver ; mais ces glaces étant fondues en été par la chaleur du soleil, occasionnent an grand dégel, et donnent naissance à des nuages épais, accumulés dans les régions supérieures par suite des vapeurs abondantes qui s'élèvent. Ces nuages sont emportés par les vents étésiens et viennent s'abattre sur les montagnes de l'Éthiopie, qui passent pour les plus élevées de la terre. Pressés avec violence contre ces montagnes, ils produisent des pluies énormes qui font gonfler le Nil, principalement pendant la période des vents étésiens. Mais cette opinion est également facile à réfuter, quand on examine avec attention les moments de la crue. En effet, le Nil commence à croître au solstice d'été, époque où les vents étésiens ne soufflent point ; puis il décroît à l'équinoxe d'automne, alors que les vents étésiens ont déjà cessé de souffler. [...] Quant à l'assertion que les plus hautes montagnes sont en Éthiopie, elle n'est ni démontrée, ni mise en aucune façon hors de doute. [...] D'abord, si le Nil ne recevait son accroissement que dans l'Égypte même, sa crue n'existerait pas dans les contrées plus hautes, où le sol est rocailleux et compacte; or, son cours à travers l'Éthiopie est de plus de six mille stades, et ses eaux grossissent déjà avant d'arriver en Égypte. »

— Diodore de Sicile, Bibliothèque historique, II, 38 & 39 [lire en ligne]
Diodore consacre aussi son livre III à la description des Éthiopiens. Il décrit plusieurs de leurs peuples : les Chélonophages (les « mangeurs de tortues », qui habitent une multitude d'îles voisines du continent), les Rhizophages (les « mangeurs de racines », qui vivent au-dessus de l'Égypte, près du fleuve Asa), les Cynèges (les « chasseurs »), les Éléphantomaques (les « chasseurs combattant les éléphants »), les Simes (« au nez camus », à l'ouest des précédents), ainsi que les Struthophages (« mangeurs d'autruches », au sud). Il dit aussi :

« On soutient que les Éthiopiens sont les premiers de tous les hommes, et que les preuves en sont évidentes. D'abord, tout le monde étant à peu près d'accord qu'ils ne sont pas venus de l'étranger, et qu'ils sont nés dans le pays même, on peut, à juste titre, les appeler Autochtones ; ensuite il paraît manifeste pour tous que les hommes qui habitent le Midi sont probablement sortis les premiers du sein de la terre. Car la chaleur du soleil séchant la terre humide et la rendant propre à la génération des animaux, il est vraisemblable que la région la plus voisine du soleil a été la première peuplée d'êtres vivants. On prétend aussi que les Éthiopiens ont les premiers enseigné aux hommes à vénérer les dieux, à leur offrir des sacrifices, à faire des pompes, des solennités sacrées et d'autres cérémonies, par lesquelles les hommes pratiquent le culte divin. Aussi sont-ils partout célèbres pour leur piété ; et leurs sacrifices paraissent être les plus agréables à la divinité. À l'appui de cela nous avons le témoignage du poète presque le plus ancien et le plus admiré des Grecs, qui nous représente, dans son Iliade, Zeus et les autres immortels se rendant en Éthiopie pour recevoir les offrandes et les festins que les Éthiopiens leur offrent tous les ans : « Zeus a traversé hier l'Océan pour se rendre chez les braves Éthiopiens qui lui prépaient un festin. Tous les dieux le suivaient ». On remarque que les Éthiopiens ont recueilli, de la part des dieux, la récompense de leur piété, en n'ayant jamais essuyé le joug d'aucun despote étranger. En effet, de tout temps ils ont conservé leur liberté ; et, grâce à leur union, ils n'ont jamais été soumis par les souverains qui ont marché contre eux, et dont aucun n'a réussi dans son entreprise. »

— Diodore de Sicile, Bibliothèque historique, III, 2 [lire en ligne]

« Cambyse, qui avait tenté une expédition en Éthiopie, y perdit toute son armée, et courut lui-même les plus grands dangers. Sémiramis, si renommée par la grandeur de ses entreprises et de ses exploits, à peine s'était-elle avancée dans l'Éthiopie qu'elle abandonna aussitôt le projet de faire la guerre aux habitants de ce pays. Héraclès et Dionysos, en parcourant toute la terre, ont épargné les seuls Éthiopiens, habitant au-dessus de l'Égypte, par égard à la piété de cette nation, en même temps qu'à cause de la difficulté de l'entreprise. Les Éthiopiens disent que les Égyptiens descendent d'une de leurs colonies, qui fut conduite eu Égypte par Osiris ; et ils ajoutent que ce pays n'était, au commencement du monde, qu'une mer ; mais qu'ensuite le Nil, charriant dans ses crues le limon emporté de l'Éthiopie, a peu à peu formé des atterrissements. S'appuyant sur ce qui se passe aux embouchures du Nil, ils démontrent clairement que toute l'Egypte est l'ouvrage de ce fleuve : tous les ans le terrain est exhaussé par l'apport du limon, et le sol s'agrandit aux dépens de la mer. Ils disent, en outre, que la plupart des coutumes égyptiennes sont d'origine éthiopienne, en tant que les colonies conservent les traditions de la métropole ; que le respect pour les rois, considérés comme des dieux, le rite des funérailles et beaucoup d'autres usages, sont des institutions éthiopiennes ; enfin, que les types de la sculpture et les caractères de l'écriture sont également empruntés aux Éthiopiens. Les Égyptiens ont en effet deux sortes d'écritures particulières, l'une, appelée vulgaire, qui est apprise par tout le monde ; l'autre, appelée sacrée, connue des prêtres seuls, et qui leur est enseignée de père en fils, parmi les choses secrètes. Or, les Éthiopiens font indifféremment usage de l'une et de l'autre écriture. »

— Diodore de Sicile, Bibliothèque historique, III, 3 [lire en ligne]

« De toutes les coutumes, la plus singulière est celle qui se pratique à la mort des rois. A Méroé, les prêtes chargés du culte divin exercent l'autorité la plus absolue, puisqu'ils peuvent, si l'idée leur vient dans l'esprit, dépêcher au roi un messager et lui ordonner de mourir. Ils déclarent alors que telle est la volonté des dieux, et que de faibles humains ne doivent point mépriser les ordres des immortels. Ils font entendre encore d'autres raisons qu'un esprit simple accueille toujours avec confiance, élevé qu'il est dans les vieilles traditions dont il ne peut s'affranchir, et ne trouvant aucune objection contre des ordres si arbitraires. C'est ainsi que dans les siècles précédents les rois ont été soumis aux prêtres, non par la force des armes, mais par l'influence de craintes superstitieuses. Mais, sous le règne du second des Ptolémées, Ergamène, roi des Éthiopiens, élevé à l'école des Grecs et instruit dans la philosophie, osa le premier braver ces préjugés. Prenant une résolution digne d'un roi, il pénétra avec ses soldats dans le sanctuaire du temple d'or des Éthiopiens et massacra tous les prêtres. Après avoir aboli une coutume absurde, il gouverna le pays selon sa volonté. »

— Diodore de Sicile, Bibliothèque historique, III, 6 [lire en ligne]

« Avant de reprendre notre sujet, il sera nécessaire de donner un aperçu des nombreux historiens qui ont traité de l'Égypte et de l'Éthiopie. Parmi ces historiens, les uns ont ajouté foi à de fausses traditions ; les autres, ayant forgé des fables à plaisir, ne méritent, avec raison, aucune foi. Cependant Agatharchide de Cnide, dans le second livre de son histoire de l'Asie, le géographe Artémidore d'Éphèse, dans le huitième livre de son ouvrage, et quelques autres écrivains qui ont habité l'Égypte, et qui ont rapporté la plupart des détails précédents, ont presque toujours rencontré juste. Enfin, nous-même, pendant notre voyage en Égypte, nous avons eu des relations avec beaucoup de prêtres, et nous nous sommes entretenus avec un grand nombre d'envoyés éthiopiens. Après avoir soigneusement recueilli ce que nous avons appris de cette manière, et compulsé les récits des historiens, nous n'avons admis dans notre narration que les faits généralement avérés. Nous avons ainsi fait suffisamment connaître ce qui concerne les Éthiopiens qui habitent à l'occident ; nous allons parler maintenant de ceux qui demeurent au midi et sur les bords de la mer Rouge, après que nous aurons donné quelques détails sur l'exploitation de l'or qui existe dans ces contrées. »

— Diodore de Sicile, Bibliothèque historique, III, 11 [lire en ligne]

### Strabon

Le monde selon Ératosthène.

Strabon, géographe et historien grec, mentionne les Éthiopiens dans plusieurs passages de sa Géographie (entre 20 av. J.-C. et 23). Il les décrit comme vivant généralement à la façon des peuples nomades, c'est-à-dire pauvrement, à cause de la stérilité du sol de leur pays, de l'intempérie de son climat et de l'extrême éloignement du monde Grec. Il raconte aussi :

« Deux cours d'eau se jettent dans le Nil : ils viennent tous deux de certains lacs situés au loin dans l'est et enserrent une très grande île connue sous le nom de Méroé ; l'un de ces cours d'eau, appelé l'Astaboras, forme le côté oriental de ladite île ; on appelle l'autre l'Astapus. Toutefois quelques auteurs donnent à ce second cours d'eau le nom d'Astasobas, et appliquent le nom d'Astapus à un autre cours d'eau qu'ils font venir de lacs situés dans la région du midi et qu'ils considèrent en quelque sorte comme le tronc, autrement dit comme le cours principal et direct du Nil, ajoutant que c'est aux pluies de l'été qu'il doit ses crues périodiques». A 700 stades au-dessus du confluent de l'Astaboras et du Nil, Ératosthène place une ville nommée Méroé comme l'île elle-même, il parle aussi d'une autre île située encore plus haut que Méroé et qui serait occupée par les descendants de ces Égyptiens fugitifs, déserteurs de l'armée de Psammitichus, que les gens du pays appellent les Sembrites, comme qui dirait les Étrangers, population chez laquelle le pouvoir royal est exercé par une femme, qui elle-même reconnaît l'autorité du souverain de Méroé. Au-dessous de l'île des Sembrites, des deux côtés de Méroé, on rencontre différentes nations, et d'abord, sur la rive du Nil (j'entends sur celle des deux rives qui regarde la mer Érythrée), la nation des Mégabares et celle des Blemmyes, (cette dernière sujette des Ethiopiens, bien que limitrophe de l'Égypte) ; puis le long de la mer Érythrée, sur le rivage même, la nation des Troglodytes (ceux des Troglodytes qui habitent à la hauteur de Méroé se trouvent à 10 ou 12 journées de marche de distance du Nil). Sur la rive gauche du Nil, maintenant, et en pleine Libye, on rencontre les Nubae, nation considérable, qui commence à Méroé et s'étend jusqu'aux coudes ou tournants du fleuve. Indépendants des Éthiopiens, les Nubae forment un Etat à part, mais divisé en plusieurs royaumes. »

— Strabon, Géographie, XVII, Chapitre I, 2 [lire en ligne]

« Les auteurs anciens et modernes, les anciens généralement sur de simples conjectures, les modernes sur la foi d'observations personnelles, ont attribué le phénomène des crues du Nil aux pluies torrentielles qui tombent l'été dans la haute Éthiopie, et en particulier dans les montagnes situées aux derniers confins de ce pays, le fleuve commençant à décroître peu à peu une fois que les pluies de l'Ethiopie ont cessé. Mais la chose a pris un caractère d'évidence surtout pour les navigateurs qui ont poussé l'exploration du golfe Arabique jusqu'à la Cinnamômophore, ainsi que pour les chasseurs envoyés à la découverte dans la région de l'éléphant, et en général pour tous les agents ou représentants que les rois d'Egypte de la dynastie des Ptolémées, dans un but d'utilité quelconque, ont dirigés vers ces contrées lointaines. Les Ptolémées, on le sait, s'intéressaient aux questions de ce genre, le second surtout dit Philadelphe, qui, curieux et chercheur de sa nature, avait en outre besoin, vu son état valétudinaire, de changer continuellement de distractions et de passe-temps. Les anciens rois, au contraire, n'attachaient pas grande importance à ces recherches scientifiques, et cependant, tout comme les prêtres, dans la société desquels se passait la meilleure partie de leur vie, ils faisaient profession d'aimer et d'étudier la philosophie. Il y a donc là quelque chose qui pourrait déjà étonner ; mais ce qui étonne encore davantage, c'est que Sésostris avait parcouru l'Éthiopie tout entière jusqu'à la Cinnamômophore, témoin mainte stèle, mainte inscription, qu'il a laissée comme monument de sa marche conquérante et qu'on peut voir encore dans le pays ; c'est que Cambyse, lui aussi, une fois maître de l'Égypte, s'était avancé avec une armée composée [en grande partie] d'Égyptiens jusqu'à Méroé (on prétend même que, si l'île et la ville de Méroé portent ce nom, c'est de lui qu'elles l'ont reçu, parce que sa soeur, d'autres disent sa femme, Méroé, était morte en ce lieu, et qu'il avait voulu apparemment rendre ainsi un dernier hommage à cette princesse et honorer sa mémoire en perpétuant son nom). »

— Strabon, Géographie, XVII, Chapitre I, 5 [lire en ligne]

« Enfin du côté du midi, au-dessus de Syène, [l'Égypte] se trouve avoir pour voisins les Troglodytes, les Blemmyes, les Nubae et les Mégabares, tous peuples éthiopiens qui mènent la vie nomade et ne sont en somme ni bien nombreux ni bien belliqueux, quoique les Anciens les aient jugés tels pour quelques actes de brigandage commis à l'égard de voyageurs sans défiance. Ajoutons que les Éthiopiens plus méridionaux, dont les possessions s'étendent dans la direction de Méroé, ne sont pas plus nombreux, qu'habitant cette longue, étroite et sinueuse vallée du Nil que nous avons décrite précédemment, ils n'ont pas réussi davantage à former un État uni et compacte, et qu'ils se trouvent par le fait aussi mal pourvus pour la guerre que pour les besoins et nécessités de la vie commune. Encore actuellement la même tranquillité règne dans toute l'Égypte, et ce qui le prouve, c'est que trois cohortes romaines, pas même complètes, suffisent à garder la frontière, et que, toutes les fois que les Éthiopiens ont osé prendre l'offensive, ils ont compromis leurs propres possessions. »

— Strabon, Géographie, XVII, Chapitre I, 53 [lire en ligne]

« Les Éthiopiens cependant avaient cru pouvoir mépriser la faiblesse des Romains depuis qu'une partie de leurs troupes avait été retirée d'Egypte et avait suivi Gallus dans son expédition contre les Arabes, et ils s'étaient jetés sur la Thébaïde et sur les trois cohortes cantonnées à Syène, ils avaient même réussi par la rapidité de leurs mouvements à s'emparer coup sur coup et de Syène, et d'Éléphantine, et de Philae, et, non contents d'avoir fait de nombreux prisonniers, ils avaient emporté comme trophées les statues de César. Pétrone accourut, et, avec moins de dix mille hommes d'infanterie que soutenaient huit cents cavaliers, il ne craignit pas d'attaquer une armée de trente mille Éthiopiens, les rejeta d'abord en désordre sur Pselchis (en) de l'autre côté de leur frontière, puis leur envoya des députés chargés de réclamer d'eux tout le butin qu'ils avaient pris et de leur demander des explications sur les motifs de leur agression. Leur réponse fut qu'ils avaient eu à se plaindre des nomarques, à quoi Pétrone objecta que les nomarques n'étaient point les maîtres de l'Égypte et que le seul souverain du pays était César. Ils demandèrent alors trois jours pour délibérer, mais ils s'en tinrent là, et, comme ils ne faisaient rien de ce que Pétrone était en droit d'attendre, celui-ci marcha à eux et les força de se battre. Il eut bientôt fait de mettre en pleine déroute une multitude aussi mal commandée qu'elle était mal armée (on sait qu'avec leurs boucliers longs faits de cuir de boeuf même pas apprêté, les Éthiopiens ont pour toutes armes offensives des haches ou des épieux, auxquels un petit nombre seulement ajoutent des sabres). Une partie des vaincus fut refoulée dans la ville, une autre s'enfuit dans le désert, d'autres enfin trouvèrent un refuge non loin du champ de bataille dans une île du fleuve où ils avaient pu passer à la nage, la force du courant en cet endroit écartant les crocodiles. Parmi les fuyards se trouvaient les généraux de la reine Candace, cette femme à l'âme virile à qui [une blessure reçue en combattant] avait fait perdre un oeil, et qui de nos jours exerçait le pouvoir suprême en Éthiopie. Mais Pétrone, à son tour, fait traverser le fleuve à ses gens sur des radeaux et dans des barques et prend comme avec un filet tous les fuyards que l'île avait recueillis ; il les dirige aussitôt vers Alexandrie, et, marchant de sa personne sur Pselchis, il lui donne l'assaut et s'en empare. Pour peu qu'on ajoute aux prisonniers faits dans l'île le nombre de ceux qui avaient péri dans le combat, on trouve qu'en réalité très peu d'ennemis échappèrent. De Pselchis, Pétrone se transporta devant Premnis, autre place très forte, et il dut franchir pour s'y rendre les mêmes dunes, sous lesquelles l'armée de Cambyse, surprise par un tourbillon de vent, était demeurée naguère engloutie. Attaquée résolument, Premnis tomba en son pouvoir ; puis ce fut le tour de Napata, propre capitale de la reine Candace. Le prince royal s'y était enfermé ; quant à elle, retranchée dans une forteresse voisine, elle essaya d'arrêter le vainqueur au moyen d'une ambassade chargée de solliciter son amitié et de lui offrir de lui rendre les prisonniers faits dans Syène ainsi que les statues de César. Mais Pétrone passant outre attaqua Napata d'où le fils de Candace s'était sauvé à temps, et, une fois maître de la ville, il la fit raser de fond en comble et réduisit tous les habitants en esclavage. Cela fait, il rebroussa chemin avec tout son butin, ayant jugé que plus loin le pays devait être impraticable à une armée. Il avait eu soin seulement, avant de s'éloigner, de rendre Premnis plus forte qu'elle n'était auparavant, et y avait mis à cet effet une garnison de quatre cents hommes avec des vivres pour deux ans. C'est alors qu'il se mit en route pour regagner Alexandrie. Il avait, au préalable, disposé de ses prisonniers, en avait vendu une partie à l'encan et, prélevant sur le reste un millier, il l'avait envoyé à César, comme celui-ci justement revenait de son expédition contre les Cantabres. Quant aux autres, ils périrent tous de maladie. Cependant Candace avait repris l'offensive et mis sur pied des forces encore plus considérables, avec lesquelles elle menaçait la garnison de Premnis. Heureusement Pétrone eut le temps d'arriver à son secours, il pénétra dans la place et pourvut à sa sûreté mieux encore qu'auparavant. Candace ayant essayé alors de parlementer, Pétrone invita ses émissaires à se rendre plutôt en ambassade auprès de César ; et, comme ceux-ci prétendaient ne pas savoir qui était César et par quels chemins ils pourraient arriver jusqu'à lui, Pétrone leur fournit une escorte. Ils parvinrent ainsi à Samos où se trouvait César prêt à passer en Syrie et ayant déjà dépêché Tibère en Arménie, ils le virent et obtinrent de lui tout ce qu'ils demandaient, jusqu'à la remise du tribut que lui-même leur avait imposé. »

— Strabon, Géographie, XVII, Chapitre I, 54 [lire en ligne]

« On sait que toute contrée reléguée aux extrémités de la terre habitée, par cela seul qu'elle touche à cette zone inclémente que l'excès de la chaleur ou du froid rend inhabitable, se trouve vis-à-vis de la zone tempérée dans un état de désavantage et d'infériorité marquée. Or cette infériorité ressort avec la dernière évidence des conditions d'existence de la nation éthiopienne et du dénuement dans lequel elle est pour toutes les choses nécessaires à la vie de l'homme. La plupart des Éthiopiens, en effet, mènent une vie misérable ; ils vont nus et en sont réduits à errer de place en place à la suite de leurs troupeaux. Le bétail qui compose ces troupeaux est lui-même de très petite taille, et cela est vrai des boeufs aussi bien que des brebis et des chèvres. Les chiens aussi sont très petits, mais rachètent ce défaut par leur vitesse et leur ardeur belliqueuse. A la rigueur on pourrait croire que c'est ce rapetissement, propre aux races de l'Éthiopie, qui a donné l'idée de la fable des Pygmées, car il est notoire qu'aucun voyageur digne de foi n'a parlé de ce peuple comme l'ayant vu. »

— Strabon, Géographie, XVII, Chapitre II, 1 [lire en ligne]

« Le mil et l'orge qui forment le fond de la nourriture des Éthiopiens leur fournissent en outre leur boisson habituelle. Ils n'ont point d'huile et se servent de beurre et de graisse à la place. Leurs seuls arbres fruitiers sont quelques palmiers qui ornent les jardins de leurs rois. Pour une partie de la population le fond de la nourriture consiste en herbes, en jeunes pousses d'arbres, en lotus ou en racines de calamus, mais comporte aussi l'usage de la viande, du sang, du lait et du fromage. Tous révèrent à l'égal des dieux la personne de leurs rois, lesquels vivent enfermés et comme invisibles au fond de leurs palais. La plus grande des villes ou résidences royales s'appelle Méroé, comme l'île elle-même. L'île a, dit-on, la forme d'un bouclier, mais peut-être exagère-t-on ses dimensions, quand on lui attribue 3000 stades de longueur sur 1000 de largeur. Elle est couverte de montagnes et de grandes forêts et compte pour habitants à la fois des nomades, des chasseurs et des cultivateurs. Elle possède aussi des mines de cuivre, de fer et d'or, ainsi que des gisements importants de diverses pierres précieuses. Bornée du côté de la Libye par de hautes dunes et du côté de l'Arabie par une chaîne d'escarpements, limitée dans sa partie supérieure, c'est-à-dire au midi, par les confluents de l'Astaboras, de l'Astapus et de l'Astasobas, elle a pour limite septentrionale la suite du cours du Nil et les innombrables détours que fait ce fleuve jusqu'à la frontière d'Égypte, détours dont nous avons déjà eu occasion de parler. Les maisons dans les villes sont faites de petites lattes de palmier assemblées en manière de treillis ou bâties en briques. Ici comme en Arabie se trouvent quelques mines de sel gemme. Les arbres ou arbrisseaux qu'on rencontre le plus sont le palmier, le persea, l'ébénier et le cératia. On chasse surtout l'éléphant, le lion et le léopard, mais le pays est infesté en outre de serpents assez forts pour s'attaquer à l'éléphant lui-même et de beaucoup d'autres bêtes féroces, qui toutes fuient les régions trop desséchées, trop brûlées par le soleil, pour chercher les terrains humides et marécageux. »

— Strabon, Géographie, XVII, Chapitre II, 2 [lire en ligne]

« Au-dessus de Méroé se déploie le grand lac Psébo, dont une île encore assez peuplée occupe le milieu. Le voisinage des Libyens et des Éthiopiens, placés comme ils sont des deux côtés du Nil en regard les uns des autres, fait que la possession des îles et de la vallée du fleuve passe tour à tour aux mains de chacun de ces deux peuples : dès que l'un se sent le plus fort, il chasse l'autre et le force à reculer devant lui. Les Éthiopiens se servent d'arcs hauts de 4 coudées [et d'épieux] en bois durci au feu. Leurs femmes portent les mêmes armes et ont presque toutes la lèvre percée pour y passer un anneau de cuivre. Les Éthiopiens s'habillent de peaux de bêtes, faute de pouvoir utiliser la laine de leurs brebis, qui est aussi dure, aussi rude, que du poil de chèvre. Quelques-uns même vont nus, ou peu s'en faut, ayant pour unique vêtement une ceinture faite de peaux étroites ou d'une étoffe de poil artistement tissue. Indépendamment d'un dieu immortel, cause et principe de toutes choses, ils reconnaissent un dieu mortel, mais sans le désigner par un nom particulier et sans définir nettement sa nature. Généralement aussi, ils rendent les honneurs divins à la personne de leurs bienfaiteurs et de leurs rois, attribuant à la protection et à la tutelle des rois un caractère plus général et à celle des évergètes ou bienfaiteurs un caractère plus particulier, plus domestique. Il y a aussi parmi les Éthiopiens qui touchent à la zone torride quelques tribus qui passent pour athées : du moins professent-elles pour le Soleil une véritable haine, maudissant chaque jour, quand il se lève, ses feux dévorants et malfaisants, et, pour le fuir, allant se cacher tout au fond des marais. A Méroé, c'est Héraclès qu'on adore en compagnie de Pan, d'Isis, et d'une autre divinité d'importation barbare. Pour ce qui est des morts [l'usage varie] : ici on les jette dans le Nil, ailleurs on les garde dans les maisons sous des carreaux de pierre spéculaire ajustés à leur taille ; ailleurs encore on les inhume autour des temples après les avoir mis dans des cercueils de terre cuite. Quand il s'agit de faire jurer quelqu'un, on l'amène là au-dessus des tombeaux : cette forme de serment est la plus sacrée aux yeux des Éthiopiens. On choisit de préférence pour rois les hommes les plus beaux, les pasteurs les plus exercés, ou ceux que désigne la plus grande réputation de bravoure ou de richesse. À Méroé, anciennement, le premier rang appartenait aux prêtres, et telle était leur autorité qu'il leur arrivait parfois de signifier au roi par messager qu'il eût à mourir et à céder la place à un autre qu'ils proclamaient du même coup. Mais plus tard un roi vint qui abolit pour toujours cette coutume; suivi d'une bande d'hommes armés, il assaillit l'enceinte sacrée où s'élève le Temple d'or, et égorgea tous les prêtres jusqu'au dernier. Il est encore d'usage en Éthiopie, que, quand le roi, par accident ou autrement, a perdu l'usage d'un membre ou ce membre lui-même, tous ceux qui composent son cortège habituel (et qui sont destinés d'ailleurs à mourir en même temps que lui) s'infligent une mutilation semblable. Et c'est ce qui explique le soin extrême avec lequel ils veillent sur la personne du roi. »

— Strabon, Géographie, XVII, Chapitre II, 3 [lire en ligne]

« Au-dessus de la Maurusie, sur la mer Extérieure, est le pays des Éthiopiens occidentaux, qui, dans sa plus grande partie, n'est à proprement parler qu'un désert, peuplé surtout (c'est Hypsicrate qui le dit) de girafes, d'éléphants et de rhizes, animaux, qui, avec l'encolure des taureaux, ont les habitudes, la taille et l'ardeur belliqueuse des éléphants. Hypsicrate parle aussi de serpents énormes à qui l'herbe pousse sur le dos. Il ajoute que le lion dans ce désert attaque le petit de l'éléphant, mais le lâche à l'approche de la mère, après l'avoir mis tout en sang ; que la mère, quand elle voit son petit ainsi couvert de sang, l'achève ; que le lion revient alors, et que, trouvant sa victime étendue à terre, il dévore son cadavre. Hypsicrate raconte encore comment Bogus, roi de Maurusie, à la suite d'une expédition heureuse contre les Éthiopiens occidentaux, envoya à sa femme en présent des cannes semblables à celles que produit l'Inde, mais tellement grosses que chaque noeud pouvait avoir la capacité de huit chenices. Il y avait joint des asperges également énormes. »

— Strabon, Géographie, XVII, Chapitre III, 5 [lire en ligne]

### Pline l'Ancien
Pline l'Ancien, naturaliste romain, évoque les Éthiopiens dans plusieurs passages de son Histoire naturelle (vers 77). Comme sources, il cite plusieurs voyageurs ayant voyagé dans la région ou géographes, dont il cite les écrits, tels que Simonide le Jeune (qui séjourna cinq ans à Méroé lorsqu'il écrivait sur l'Éthiopie), Timosthène (commandant des flottes de Philadelphe), Artémidore, ou encore, Statius Sebosus (de). D'après Pline, le fleuve Nigris sépare l'Afrique de l'Éthiopie. Listant des lieux et peuples d'Éthiopie, il localise les Éthiopiens Pérorses entre le fleuve Palsus, les Pharusiens et les déserts entourés de l'Atlas et du fleuve Ger. Aussi, il situe les Éthiopiens Daratites près du Bambotus (le fleuve Sénégal ?). Il présente la région des Évonymites, la première des Éthiopiens. Il place les Atabules entre Napata et Méroé, puis, au-delà de cette dernière, les Mégabares (nommés par quelques-uns Adiabares, et occupant la ville d'Apollon : une partie d'entre eux est nomade, et se nourrit de chair d'éléphant). Il précise qu'à huit journées de marche de l'île du Nil, des Semberrites (rappelant les Sembrites dont parle Strabon plus haut) vivent les Éthiopiens Nubéens, avec leur ville Tenupsis placée sur le Nil. Se basant sur les dires de quelques auteurs, il estime que dans la région au dessus de Sirbitum, où cessent les montagnes, habitent les Éthiopiens maritimes, les Nisicastes, les Nisites (mot qui signifie homme à trois et quatre yeux, de par leur talent d'archers). Il dit que, d'après Aristocréon, du côte de la Libye, à cinq jours de marche de Méroé, se trouve la ville de Tole ; et, à douze jours de là, Esar (appelée "Sape" par Dion), ville des Égyptiens qui avaient fui Psammétique, qui y auraient vécu trois cents ans et, en face, du côté de l'Arabie, la ville de Daron leur appartient. Il rapporte qu'on appelle Asachéens les Éthiopiens dans le pays desquels on trouve le plus de serpent de 20 coudées. Il explique aussi que :

« Dans l'intérieur de l'Afrique, du côté du midi, au-dessus des Gétules, et après avoir traversé des déserts, on trouve d'abord les Libyégyptiens, puis les Leucéthiopiens; plus loin, des nations éthiopiennes : les Nigrites, ainsi nommés du fleuve dont nous avons parlé ; les Gymnètes, les Pharusiens qui atteignent l'Océan, et les Pérorses que nous avons nommés, sur les confins de la Mauritanie. Tous ces peuples sont bornés du côté de l'orient par de vastes solitudes, jusqu'aux Garamantes, aux Augyles et aux Troglodytes. Rien n'est plus vrai que l'opinion de ceux qui placent au delà des déserts d'Afrique deux Éthiopies, et, avant tous, d'Homère (Od.,I, 23), qui divise en deux les Éthiopiens, ceux de l'orient et ceux du couchant. Le Nigris a la même nature que le Nil ; il produit le roseau, le papyrus et les mêmes animaux ; la crue s'en fait aux mêmes époques; il a sa source entre les Éthiopiens Taréléens et les Oecaliques. »

— Pline l'Ancien, Histoire naturelle, livre V, partie VIII., [1], [2] [lire en ligne]

« Reçu de nouveau dans les sables, [le Nil] se dérobe encore une fois dans des déserts de vingt journées de marche, jusqu'aux confins de l'Éthiopie; et lorsqu'il a reconnu derechef la présence de l'homme, ils s'élance, sans doute jaillissant de cette source qu'on a nommée Nigris. Là, séparant l'Afrique de l'Éthiopie, les rives en sont peuplées, sinon d'hommes, du moins de bêtes et de monstres: créant des forêts dans son cours, il traverse par le milieu l'Éthiopie, sous le nom d'Astapus, mot qui, dans la langue de ces peuples, signifie une eau sortant des ténèbres. Tant d'îles en parsèment le lit, et quelques-unes si étendues, que, malgré sa course rapide, il ne lui faut pas moins de cinq jours pour les dépasser. A Méroé, la plus célèbre de ces îles, le bras gauche est appelé Astabores, c'est-à-dire, branche d'une eau tenant les ténèbres; le bras droit s'appelle Astusapes, mot qui emporte l'idée d'eau cachée. Il n'est pas le Nil avant d'avoir réuni dans un seul lit ses eaux réconciliées; et même il porte encore, pendant quelques milles au-dessous comme au-dessus, le nom de Siris. Homère a donné au fleuve entier le nom d'Égyptus (Od. IV, 477) ; d'autres, celui de Triton. De là il se heurte contre des îles qui semblent l'irriter dans sa marche; enfin, resserré par les montagnes, il n'est nulle part plus torrentueux; il roule ses eaux impétueuses jusqu'au lieu d'Éthiopie qu'on appelle Catadupe ; et dans cette dernière cataracte, au milieu des écueils qui l'arrêtent, il semble, non pas couler, mais se précipiter avec un horrible fracas: »

— Pline l'Ancien, Histoire naturelle, livre V, partie X., [3], [4] [lire en ligne]

« Puis vient la mer Azanienne ; le promontoire que quelques-uns ont appelé Hispalus; le lac Mandalum ; l'île Colocasitis, et, en haute mer, plusieurs îles où abonde la tortue; la ville de Suché : l'île de Daphnis; la ville des Adulites, fondée par des esclaves fugitifs égyptiens : c'est le plus grand marché des Troglodytes et même des Éthiopiens; elle est à cinq jours de navigation de Ptolémaïs; on y porte beaucoup d'ivoire, des cornes de rhinocéros, des cuirs d'hippopotames, des écailles de tortues, des sphingies (sorte de singe), et des esclaves. Au delà, les Éthiopiens laboureurs; les îles dites d'Aliaeos ; les îles Bacchias et Antibacchias ; l'île de Straton; puis sur la côte d'Éthiopie un golfe inconnu, ce qui est étonnant, car les négociants trafiquent sur des points plus éloignés; le cap sur lequel est la source de Cucios, visitée des navigateurs; au delà le port d'Isis, éloigné de la ville des AduIites de dix jours de navigation pour un vaisseau allant à rames, et où l'on porte la myrrhe de la Troglodytique; deux îles en face du port, appelées Pseudopyles ; dans le port même deux îles appelées Pyles; dans l'une d'elles des colonnes de pierre portant des inscriptions en caractères inconnus; au delà le golfe Abalite ; l'île de Diodore, et d'autres îles désertes; sur le continent aussi, des déserts; la ville de Gaza ; le cap et le port Mossylique, où l'on apporte le cinnamome ; Sésostris vint jusque-là avec son armée. Quelques-uns placent au delà, sur le rivage une seule ville d'Éthiopie, Baragaza. »

— Pline l'Ancien, Histoire naturelle, livre VI, partie XXXIV., [4] à [6] [lire en ligne]

« Les armes romaines y ont aussi pénétré du temps du dieu Auguste]], sous la conduite de P. Pétronius, appartenant à l'ordre équestre, et préfet de l'Égypte. Cet officier emporta les seules villes qu'il trouva, dans l'ordre suivant : Pselcis, Primis, Aboccis (en), Phthuris, Cambusis, [Dictionary of Greek and Roman Geography/Aethio'pia Attevas], Stadisis, où le Nil, se précipitant, enlève par son fracas l'ouïe aux habitants; il saccagea aussi Napata ; le terme de son expédition fut à 970.000 pas de Syène. Ce ne sont cependant pas les armes romaines qui ont dépeuplé ce pays : l'Éthiopie a été écrasée par les guerres des Égyptiens, dans des alternatives de conquête et de servitude ; elle avait été célèbre et puissante jusqu'à la guerre de Troie, sous le règne de Memnon ; elle étendit même son empire jusqu'à la Syrie et aux côtes de notre mer (Méditerranée), du temps du roi Céphée ; cela se voit par la fable d'Andromède. »

— Pline l'Ancien, Histoire naturelle, livre VI, partie XXXV., [4] et [5] [lire en ligne]

« D'après ce rapport [des explorateurs envoyés par Néron], la ville de Méroé est à 70.000 pas de l'entrée de l'île (Méroé); à côté est une autre île, dite de Tadu, qu'on rencontre en entrant par le bras droit du Nil, et qui fait un port ; la ville a peu d'édifices ; le pays est gouverné par une femme, la reine Candace, nom qui, depuis grand nombre d'années, passe de reine en reine. Hammon a ici aussi un temple révéré, et l'on trouve des chapelles dans toute la contrée ; au reste, au temps de la puissance des Éthiopiens, cette île jouissait d'un grand renom. On rapporte qu'elle fournissait d'ordinaire 250.000 hommes armés, et qu'elle nourrissait 400.000 artisans. On dit qu'aujourd'hui encore les Éthiopiens sont partagés entre quarante cinq rois. Le pays entier a été appelé Aethérie, puis Atlantie, puis Éthiopie, d'Éthiops fils de Vulcain. Il n'est pas étonnant que des formes monstrueuses d'hommes et d'animaux se produisent vers l'extrémité de l'Éthiopie; car le feu, élément mobile, est l'artisan de la configuration du corps et de la ciselure des formes. Toujours est-il qu'on dit qu'au fond de sa partie orientale sont des peuples sans nez, dont toute la face est plane ; d'autres sans lèvre supérieure, d'autres sans langue ; quelques-uns, ayant la bouche close et privés de narine, ne respirent que par un pertuis qui sert aussi de passage à la boisson, aspirée à l'aide d'un tuyau d'avoine, et à la nourriture, consistant en grain de la même plante, qui croît spontanément. Certains ne parlent que par signes et gestes ; il en est à qui l'usage du feu a été inconnu jusqu'au règne de Ptolémée Lathyre. Des auteurs ont aussi rapporté que la nation des Pygmées était entre des marais qui seraient l'origine du Nil. »

— Pline l'Ancien, Histoire naturelle, livre VI, partie XXXV., [8] à [10] [lire en ligne]

« D'après Agrippa, le pays entier des Éthiopiens avec la mer Rouge, a en long 2.170.000 pas; en large, avec l'Égypte supérieure, 1.298.000. Quelques uns ont détaillé ainsi la longueur : de Meroé à Sirbitum, une navigation de douze jour-nées ; de là aux Davelles, douze ; des Davelles à l'océan Éthopique, six jours de marche; en somme la plupart des auteurs s'accordent à compter, de l'Océan à Méroé, 625.000 pas ; de là à Syène il y a la distance que nous avons indiquée. L'Éthiopie est orientée du levant d'hiver au couchant d'hiver ; la partie qui est au midi a de vastes forêts ou l'ébène domine ; dans son milieu, une haute montagne, penchée sur la mer, brûle de feux éternels ; les Grecs l'ont appelée Théon ochéma* (Char des dieux). De là, en quatre jours de navigation, on arrive au promontoire nommé Hesperion ceras** (Corne occidentale), touchant à l'Afrique, près des Éthiopiens hespériens. Quelques-uns placent aussi dans ces parages des collines d'une médiocre hauteur, couvertes d'ombrages agréables, et séjour des Aegipans et des Satyres. »

— Pline l'Ancien, Histoire naturelle, livre VI, partie XXXV., [18] [lire en ligne]

« Chez les Éthiopiens occidentaux est la source Nigris, origine du Nil, d'après l'opinion de la plupart des auteurs, que rendent probable les arguments rapportés plus haut. Auprès de cette source est une bête appelée catoblépas, d'une taille médiocre, ayant les membres inertes: tout ce qu'elle peut faire, c'est de porter sa tête, qui est très pesante, et quelle tient toujours inclinée vers le sol; autrement elle serait le fléau du genre humain, car tous ceux qui voient ses yeux expirent sur-le-champ. »

— Pline l'Ancien, Histoire naturelle, livre VIII, partie XXXII., [lire en ligne]

## Les Éthiopiens dans le roman grec
Au IVe siècle, Héliodore d'Émèse publie un roman grec, Éthiopiques (en grec ancien Αἰθιοπικά / Aithiopiká), connu également sous le titre Théagène et Chariclée. Considéré comme une grande œuvre épique de l'Antiquité, il paraît en 1548 sous le titre L’Histoire aethiopique de Heliodorus dans sa traduction française par Jacques Amyot.

## Usage du nom dans l'Antiquité tardive
Après l'effacement du royaume nubien de Méroé au IVe siècle, le nom d'Éthiopie est utilisé (en même temps que d'autres noms) à la fois par les rois de Nubie et ceux d'Axoum ; il apparaît ainsi dans une inscription du roi Ezana datant du milieu du IVe siècle.